# Morbihan
Morbihan é um departamento da França localizado na região da Bretanha. A sua capital é a cidade de Vannes.
Compreende 261 comunas (lista).